# Elżbieta Chełmecka
Elżbieta Beata Chełmecka – polska farmaceutka, doktor habilitowany nauk medycznych, adiunkt na Śląskim Uniwersytecie Medycznym w Katowicach, specjalistka od fizyki molekularnej, chemii teoretycznej oraz modelowania molekularnego.

## Kariera naukowa
W 1997 roku  na Wydziale Matematyki, Fizyki i Chemii Uniwersytetu Śląskiego uzyskała tytuł magistra chemii. W 2006 roku na tym samym wydziale uzyskała stopień doktora nauk fizycznych w zakresie fizyki na podstawie rozprawy pt. Struktura fosforylowanych i estryfikowanych cukrów na przykładzie modelowych układów α-D-gluko- i α-D-galaktopiranozy, której promotorem był Karol Pasterny. W 2007 roku została zatrudniona na tejże uczelni, a w 2019 roku uzyskała na jej Wydziale Nauk Farmaceutycznych  stopień doktora habilitowanego nauk medycznych na podstawie pracy pt. Wykorzystanie modelowania molekularnego w identyfikacji właściwości fizykochemicznych modyfikowanych nanorurek węglowych.